# Quàsar OVV

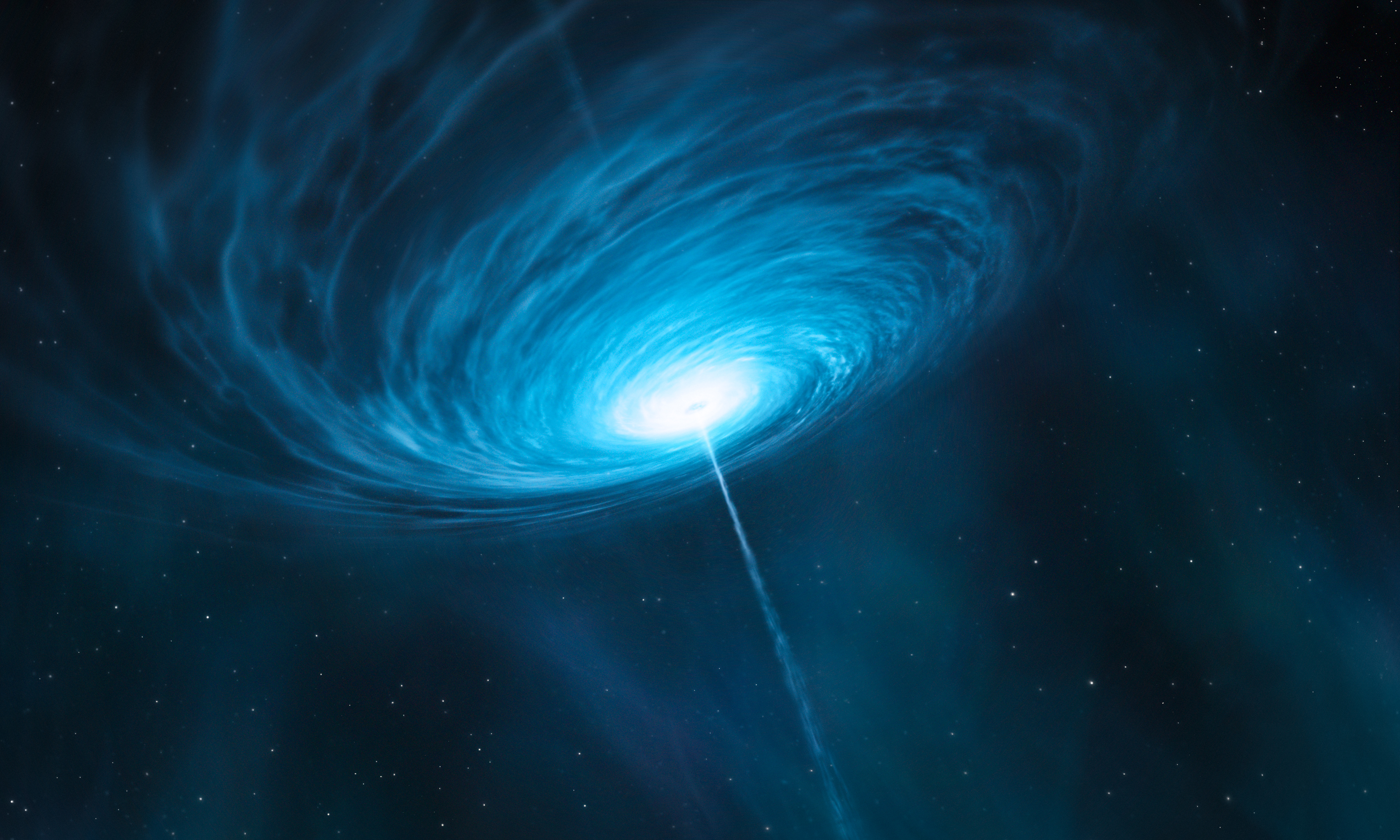
Concepció artística del quàsar violent variable 3C 279.

Un quásar OVV (Per l'acrònim en anglès optically violent variable quasar) és un tipus de quàsar violent variable. També és un estrany tipus de blàzar consistent en radiogalàxies exòtiques que poden arribar a canviar fins i tot un 50% en un sol dia de la Terra. Els quàsars OVV resulten molt similars als objectes BL Lac, tot i que, normalment compten amb una línia d'emissió major i solen tenir un desplaçament cap al roig més el·levat.
El quàsar 3C 279 n'és un gran exemple de quàsar OVV.